# Vejrudsigt
En vejrudsigt er en forudsigelse om vejret som meteorologer laver.
Vejrudsigter kan findes via en række medier, og det er muligt at få en udsigt for verden, Europa, Danmark eller bare en bestemt region.
I Danmark er det DMI (Danmarks Meteorologiske Institut) som laver forudsigelserne.
Vejrudsigter bruges meget af sejlere og andre naturmennesker, som har brug for at vide, hvordan vejret bliver på en given dag.